# Lindmania huberi
Espèce
Classification phylogénétique
Synonymes
- Cottendorfia huberi L.B.Sm., Steyerm. & H.Rob

Lindmania huberi est une espèce de plante de la famille des Bromeliaceae, endémique du Venezuela.

## Synonymes
- Cottendorfia huberi L.B.Sm., Steyerm. & H.Rob[3].

## Distribution
L'espèce est endémique de l'État de Bolívar au Venezuela.